# Linda Danvers
Linda Danvers, anteriormente conocida como Supergirl, es una superheroína de cómic ficticia que aparece en libros publicados por DC Comics. Creada por el escritor Peter David y el artista Gary Frank, debutó en Supergirl vol.4 # 1 (septiembre de 1996). No debe confundirse con Linda Lee Danvers, la identidad secreta utilizada por la encarnación de Supergirl, Kara Zor-El antes de los eventos de Crisis on Infinite Earths de 1985.

## Historia de publicación
Peter David adaptó a Linda Danvers como un personaje independiente basado en el de Kara Zor-El, que DC Comics había borrado de la continuidad para mejorar el estatus de Superman como el único sobreviviente de Krypton. Según el mismo David, era consciente de que muchos lectores todavía querrían que Kara Zor-El regresara como Supergirl, por lo que Linda fue creada para que los fanáticos se sintieran "más como en casa. Así que le di la mayor cantidad de elementos exteriores de La vida anterior de Kara como le fue posible. Le di a sus padres, y una identidad secreta de Linda Danvers, en una pequeña ciudad (llamada "Leesburg", en deferencia a Linda Lee), y un novio llamado Dick Malverne, y puse al Stanhope College cerca. Algunos fans pensaron que estaba siendo 'en-jokey'. No, solo quería que los viejos lectores se sintieran como en casa lo mejor que pudiera". El título de Supergirl, Linda (Volumen 4) corrió entre 1997 y 2003, cuando DC decidió devolver a Kara Zor-El como Supergirl.
Según Peter David, si su carrera en Supergirl no hubiera terminado, habría tenido la serie como una especie de cómic de Birds of Prey, con el trío de Linda Danvers como Superwoman, Pre-Crisis Kara Zor-El como la actual Supergirl, y Power Girl.
Según una entrevista con Newsarama, después de los acontecimientos de la trama de la "Crisis infinita", el editor en jefe Dan Didio declaró que Matrix Supergirl había sido borrada de la existencia. Sin embargo, el escritor de Infinite Crisis, Geoff Johns, más tarde declaró: "En cuanto a esto ... ¿eh? Linda Danvers no ha vuelto a participar".

## Historia

### Matrix
Linda Danvers (hija del policía Fred Danvers y su esposa Sylvia) comenzó su vida de una manera menos heroica. Atraída en un mundo de tinieblas por su novio Buzz, Linda estuvo involucrada en muchas actividades ilícitas (como asesinatos y torturas). Poco sabía que estaba destinada a ser un sacrificio por un culto demoníaco por el cual Buzz trabajaba. Buzz la golpeó con una daga para usar su sangre y liberar a un demonio en el mundo, pero Matrix, la protoplasmática Supergirl intervino. Ella usó sus poderes para cambiar de forma para tratar de tapar las heridas abiertas en Linda, pero en lugar de eso se fusionó con Linda. Linda y Matrix se convirtieron en una nueva Supergirl. Armada con nuevas habilidades sobrehumanas y el poder de cambiar de la forma de Linda Danvers a la forma más alta de Supergirl, "Linda" (que en realidad era una Matrix y Linda fusionadas) comenzó a luchar contra el crimen y la actividad demoníaca, en su camino hacia la redención para todos crímenes que ella ha cometido. Ella dudaba en revelarle su situación a su "hermano" adoptivo Superman, temiendo su reacción a la cooptación de una vida humana, pero él aceptó el cambio. Lo que complica aún más la situación fue la revelación de que el sacrificio de Matrix al intentar salvar a Linda la transformó a ella ya Linda en el Ángel de Fuego nacido en la Tierra.

### Ángel nacido en la tierra
Cuando Linda se convirtió en un ángel nacido en la Tierra (uno de los tres, los demás son Blithe y Cometa), desarrolló alas de llama y visión de llama. Descubrió que podía teletransportarse en una explosión de llamas en forma de S. Ella usó sus poderes para luchar contra demonios y dioses oscuros, e incluso con su compañera Angel Blithe, nacida en la Tierra. Conoció a un aliado angelical, el cometa equino, que se reveló que era su amiga, Andrea Jones, y el ángel del amor, nacido en un accidente en una caverna de hielo. Aún más extraño, Linda comenzó a encontrarse con un joven llamado Wally, quien afirmó ser lo que se conoce en el Universo DC como la Presencia (su nombre, explicó, era una variación de "Yahvé", el nombre hebreo para el Dios Todopoderoso). Wally ayudó a Linda a través de sus extrañas transformaciones, especialmente cuando sus alas cambiaron de angélicas a como murciélagos. Linda también se encontró luchando contra una sobrehumana llamada Twilight, cuyos poderes oscuros eran casi lo suficientemente fuertes como para dominar las habilidades angelicales de Linda. Su mayor desafío llegó cuando Linda fue capturada por un extraño hombre parecido a Wally, que era el Carnívoro, el primer vampiro. Ella lo derrotó, con la ayuda de una figura angelical, simplemente llamada "Kara". En su derrota de Carnívoro, su lado de Matrix fue arrancado, dejando a Linda una vez más.

### Buscar Matrix
Después de la división, Linda conservó la mitad de la fuerza y la invulnerabilidad que tenía cuando se fusionó con Matrix / Supergirl y solo pudo saltar 1/8 de milla. Usando algunos artículos de una tienda de disfraces, Linda creó un disfraz de Supergirl blanco, azul y rojo (el mismo disfraz usado por la versión animada de Supergirl en Superman: la serie animada) y actuó como Supergirl, mientras buscaba a Matrix, con la ayuda de su demonio exnovio Buzz y su compañera superheroína Mary Marvel. Incluso con habilidades disminuidas, todavía era lo suficientemente poderosa como para detener a Bizarro, e incluso se encontró luchando contra una Supergirl Bizarro. La búsqueda de Linda la llevó a la Amazonía, donde Matrix fue detenida por Lilith, la madre de todos los demonios, que había enviado a Twilight a buscar a Supergirl, que tenía como rehén a la hermana de Twilight para mantenerla bajo su malvado control. Lilith hirió fatalmente a Mary Marvel, Twilight y Linda, pero no antes de que Matrix fuera liberada de la prisión de Lilith. Linda le pidió a Matrix que se fusionara con Twilight, y Twilight se convirtió en el nuevo Ángel de Fuego en el proceso, usando sus poderes para curar a Mary y Linda, y le dio a Linda todos los poderes que tenía cuando se fusionó con Matrix. En este punto, Matrix le pasó el manto de Supergirl a Linda.

### "Muchas devoluciones felices"
Linda fue la nueva Supergirl por solo seis números de la serie de 1996. Con sus poderes de vuelta a los niveles originales (no angelicales) de Matrix, Linda se encontró con un cohete que contenía a una joven y vibrante Kara Zor-El de la realidad anterior a la crisis. Después de un comienzo difícil, las dos se acercaron, con Linda como mentora de Kara sobre cómo ser una heroína.
Pero la presencia de Kara en la era post-Crisis iba a desestabilizar el tiempo. El Espectro (encarnación de Hal Jordan) apareció y dijo que Kara estaba destinada a morir. Al parecer, una entidad cósmica llamada el fatalista había alterado la línea de tiempo para su propia diversión y para molestar a su maestro, Xenon, un ser con un odio patológico de Supergirl. No es sorprendente que la joven Kara Zor-El no aceptara con amabilidad que estaba destinada a morir a una edad temprana, y le rogó a Linda con lágrimas que buscara alguna forma de salvarla. Linda le mintió para calmarla y despedirla; solo después de que ella se fue, Kara Zor-El se dio cuenta de la intención de Linda: Linda tomó secretamente el lugar de Kara y la enviaron a la era Pre-Crisis, haciéndose pasar por Kara y esperando morir en su lugar, para darle a Kara Zor-El una oportunidad de vida. El Superman antes de la crisis descubrió su treta (al llegar a su universo, ella intentó repetir la historia original de Kara Zor-El, pero sus habilidades sobrehumanas le permitieron notar detalles que dejaron en claro que mentía, como el hecho de que ella el traje estaba hecho de materiales de la Tierra) y admitió que estaba enamorado de ella. Los dos se casaron y tuvieron una hija, Ariella. Linda incluso cambió su disfraz. La misma presencia de Linda había alterado la línea de tiempo, por lo que el Espectro la hizo regresar a casa, no solo para restaurar la secuencia de tiempo sino para salvar a Kara de Xenon, quien había capturado a la joven Supergirl y planeaba matarla.
Linda derrotó a Xenon, y tuvo que enviar a la joven asustada Kara de regreso a su universo, sabiendo que Kara, como adulta, eventualmente moriría en la Crisis en las Tierras Infinitas. La hija de Linda se salvó de ser borrada de la línea de tiempo por el Espectro (Linda le informó al Espectro que si él no salvaba a Ariella, dejaría morir al universo), pero a Linda le rompieron el corazón por sus acciones. Se enteró de que sus padres acababan de tener un segundo hijo, irónicamente llamado "Wally". Linda se reunió con sus padres por última vez antes de dejar a todos y colgar su capa. Dejó una nota para que Clark y Lois explicaran su decisión, diciendo que sentía que había decepcionado a sus seres queridos y que ya no era digna de usar la S.

### Reino en el Infierno
En Reign in Hell # 1, julio de 2008, el equipo de Shadowpact ataca a Linda Danvers en su apartamento de Gotham City, lo que hace que Linda se defienda. Ella manifiesta las alas en llamas que tenía mientras se fusionaba con Matrix, pero aún pierde los poderes colectivos del Blue Devil y la Encantadora. Sin embargo, es teletransportada al infierno, ya que el infierno está recordando todas sus "deudas".
En Reign in Hell # 6, Linda reaparece en la historia del Doctor Occult. Ella aparece como un ángel caído convocado por Lilith pero liberado misteriosamente. En Reign in Hell # 7, Linda usa su visión de fuego para matar a algunos demonios heridos que estaban acurrucados alrededor de una pequeña fogata. La Dra. Occult está horrorizada por su disposición a matar a inocentes. Linda cree que nadie en el infierno es inocente, y luego acusa al Dr. Oculto de ser un alma condenada. Linda dice que no merece estar atrapada en el infierno, y que vería a todo el mundo quemado por la charla antes de aceptar que la retengan allí. La Dra. Occult lanza un hechizo para mostrarle a Linda quién es ella realmente, y ella huye horrorizada.

## Poderes y habilidades
Poderes originales: Linda era originalmente un humano normal, sin habilidades sobrehumanas. Al fusionarse con el Matrix Supergirl, Linda ganó sus habilidades psicoquinéticas. Esto le otorgó un increíble nivel de fuerza y velocidad sobrehumanas, casi invulnerabilidad para dañar, y el poder de volar a altas velocidades. Linda también fue capaz de producir explosiones de energía telequinética de conmoción cerebral, generalmente llamadas "explosiones psi". Linda también pudo cambiar su personaje normal, Linda Danvers a su forma "Supergirl" que era más alta, tenía cabello rubio y un busto más grande. La transformación fue puramente cosmética, ya que Linda conservó sus poderes en cualquiera de sus formas.
Los poderes del ángel nacido en la Tierra: después de haberse fusionado con Matrix durante algún tiempo, Linda se convirtió en el ángel de fuego nacido en la Tierra. Mientras retuvo sus habilidades originales, también ganó la habilidad de producir ráfagas de fuego de sus ojos (llamada Visión de la llama), formó alas angelicales compuestas de llamas y pudo usar sus alas para crear un portal en llamas que le permitió "desviarse". (teletransportarse) largas distancias. Aunque Linda originalmente perdió sus poderes angelicales después de haber sido separada de Matrix, más tarde pareció haberlos recuperado durante la miniserie "Reign in Hell".
Poderes reducidos: después de separarse de Matrix, Linda se encontró con poderes reducidos. Ya no podía cambiar de forma a su forma de "Supergirl", y todos sus poderes angélicos se habían perdido. Además, la fuerza y la durabilidad de Linda se redujeron a la mitad, perdió su capacidad de volar y producir explosiones psiónicas, y en su lugar solo pudo saltar alrededor de 1/8 de milla en un solo límite.
Poderes restaurados: Después de encontrar a Twilight como el nuevo Ángel de Fuego Nacido en la Tierra, Linda recuperó todos los poderes que había poseído cuando inicialmente se fusionó con Matrix, sin su capacidad de asumir su forma de "Supergirl". Su fuerza y durabilidad volvieron a sus niveles originales y pudo volar y producir explosiones psiónicas de fuerza una vez más.

## Otras versiones
- Supergirl: Wings vuelve a trabajar la trama del ángel nacido en la Tierra; en ella, Linda Danvers es una adolescente gótica corrompida por un demonio, mientras que su ángel guardián Matrix cree que Linda está más allá de toda esperanza de redención. Los dos finalmente se fusionan en un ángel que usa un traje inspirado en Supergirl.
- En JLA: Created Equal, Linda Danvers, quince años después de que una enfermedad arrasara a todos los hombres de la Tierra, cambia su nombre de Supergirl a Superwoman.
- En JLA: Act of God, Linda Danvers es uno de los muchos héroes que pierden sus poderes debido al evento cósmico que elimina los poderes de innumerables metahumanos. Sin embargo, ella, junto con Detective Marciano (J'onn J'onzz), Aquaman (Arthur Curry) y Flash (Wally West), entrenan con Batman y sus asociados para que aún puedan ser héroes. Cambiando su nombre a Justicia, Linda y los demás forman el Grupo Phoenix.
- El Ángel Caído de Peter David insinuó[5] que Lee, el personaje principal, podría ser Linda Danvers. Cuando el título se trasladó a otra compañía, se dio su verdadero origen como un ángel guardián llamado Liandra. Sin embargo, IDW Publishing 's Fallen Angel # 14 introdujo un personaje conocido como "Lin". Aunque David no pudo declarar explícitamente que este personaje es Linda Danvers debido a preocupaciones legales, confirmó su intención en una entrevista.[6]
- Supergirl de Linda Danvers apareció en el videojuego Justice League Heroes con la voz de Tara Strong, que explicaría las variaciones de su traje y la apariencia de sus poderes.

## En otros medios
- En Superman: la serie animada, Kara usa el uniforme de Linda Danvers de los cómics.
- En el episodio "Fractura" de Smallville, una Kara amnesia se conoce con el nombre de "Linda". En el episodio "Apocalipsis", Clark viaja a un universo alternativo donde Kara fue criada por los Luthors como Linda Danvers.
- En la serie de televisión Supergirl, Kara fue adoptada y criada por la familia Danvers, como Kara Danvers. En la tercera temporada, Kara descubre un culto religioso fundado en la devoción a Supergirl. En la cuarta temporada su doppelgänger Red Daughter toma el nombre de Linda en una misión secreta.